# Schmalspurbahn Kalisz–Turek
| Streckenverlauf |                     |                          |                          |
| Streckenlänge: | 56,67 km            |                          |                          |
| Spurweite: | 750 mm (Schmalspur) |                          |                          |
| |                     |                          |                          |
| \| \| 0,00 \| Kalisz Wąskotorowy \| Kalisz Wąskotorowy \| \| \| 3,14 \| Kokanin \| Kokanin \| \| \| 6,40 \| Borków \| Borków \| \| \| 6,60 \| Borków Odgałęzienie \| Borków Odgałęzienie \| \| \| \| nach Russów \| \| \| \| 9,07 \| Czartki \| Czartki \| \| \| \| von Opatówek Wąskotorowy \| \| \| \| 11,40 \| Żelazków \| Żelazków \| \| \| 13,92 \| Goliszew \| Goliszew \| \| \| 16,26 \| Złotniki Wielkie \| Złotniki Wielkie \| \| \| 20,16 \| Petryki \| Petryki \| \| \| 23,45 \| Zbiersk \| Zbiersk \| \| \| 28,38 \| Korzeniew \| Korzeniew \| \| \| 29,83 \| Mycielin Kaliski \| Mycielin Kaliski \| \| \| 34,77 \| Dzierzbin Kaliski \| Dzierzbin Kaliski \| \| \| 38,84 \| Smaszew \| Smaszew \| \| \| 40,96 \| Bibianna \| Bibianna \| \| \| 43,52 \| Piętno \| Piętno \| \| \| 46,64 \| Grzymiszew \| Grzymiszew \| \| \| 51,32 \| Słodków \| Słodków \| \| \| 55,10 \| Turek Aleja 3 Maja \| Turek Aleja 3 Maja \| \| \| 56,67 \| Turek \| Turek \| |                     |                          |                          |
| Kopfbahnhof Streckenanfang (Strecke außer Betrieb) | 0,00                | Kalisz Wąskotorowy       | Kalisz Wąskotorowy       |
| Haltepunkt / Haltestelle (Strecke außer Betrieb) | 3,14                | Kokanin                  | Kokanin                  |
| Bahnhof (Strecke außer Betrieb) | 6,40                | Borków                   | Borków                   |
| Blockstelle (Strecke außer Betrieb) | 6,60                | Borków Odgałęzienie      | Borków Odgałęzienie      |
| Abzweig geradeaus und nach links (Strecke außer Betrieb) |                     | nach Russów              | nach Russów              |
| Haltepunkt / Haltestelle (Strecke außer Betrieb) | 9,07                | Czartki                  | Czartki                  |
| Abzweig ehemals geradeaus und von rechts |                     | von Opatówek Wąskotorowy | von Opatówek Wąskotorowy |
| Bahnhof | 11,40               | Żelazków                 | Żelazków                 |
| Haltepunkt / Haltestelle | 13,92               | Goliszew                 | Goliszew                 |
| Haltepunkt / Haltestelle | 16,26               | Złotniki Wielkie         | Złotniki Wielkie         |
| Haltepunkt / Haltestelle | 20,16               | Petryki                  | Petryki                  |
| Bahnhof | 23,45               | Zbiersk                  | Zbiersk                  |
| Haltepunkt / Haltestelle | 28,38               | Korzeniew                | Korzeniew                |
| Haltepunkt / Haltestelle | 29,83               | Mycielin Kaliski         | Mycielin Kaliski         |
| Bahnhof | 34,77               | Dzierzbin Kaliski        | Dzierzbin Kaliski        |
| Haltepunkt / Haltestelle | 38,84               | Smaszew                  | Smaszew                  |
| Haltepunkt / Haltestelle | 40,96               | Bibianna                 | Bibianna                 |
| Haltepunkt / Haltestelle | 43,52               | Piętno                   | Piętno                   |
| Bahnhof | 46,64               | Grzymiszew               | Grzymiszew               |
| Haltepunkt / Haltestelle | 51,32               | Słodków                  | Słodków                  |
| Haltepunkt / Haltestelle | 55,10               | Turek Aleja 3 Maja       | Turek Aleja 3 Maja       |
| Kopfbahnhof Streckenende | 56,67               | Turek                    | Turek                    |

Die Schmalspurbahn Kalisz–Turek, auch Kaliska Kolej Dojazdowa ist eine Schmalspurbahn in Polen. Sie zweigte in Kalisz von der Bahnstrecke Łódź–Forst ab und führte nach Turek. Ein Teil der Strecke wird heute als Museumsbahn nachgenutzt.

## Geschichte
1913 beschloss der Vorstand der Zbiersker Zucker- und Raffinerie-Aktiengesellschaft den Bau einer Feldbahn von Opatówek nach Zbiersk. Die erste Presseinformation über den Beginn der Bauarbeiten stammt vom 17. Mai 1914, die Bauarbeiten begannen in der Gegend von Rożdżał. Zur gleichen Zeit wurde auch eine Zweigstrecke nach Russów gebaut.
Im Frühjahr 1914 begannen russische Eisenbahntruppen mit dem Verlegen von Schmalspurgleisen auf der Strecke von Turek nach Zbiersk. Erst nach dem Ausbruch des Ersten Weltkriegs stellten die deutschen Streitkräfte die Strecke am 31. März 1916 fertig. Nach ihrer Fertigstellung übernahm die Zuckerfabrik Zbiersk die Bahn und verlängerte sie bis Opatówek. Im Jahr 1917 wurde die Bahnstrecke vom Kreis Kalisz erworben, der sofort mit dem Bau der Strecke Borków Stary–Kalisz begann. Die ursprünglichen Bahnhöfe der Strecke waren: Turek, Słodków, Grzymiszew, Piętno, Smaszew, Zbiersk, die Strecke nach Kalisz und die Zweigstrecke nach Opatówek.
Der Personenverkehr auf der Kaliszer Bahn wurde am 15. Oktober 1918 eröffnet. In der Zwischenkriegszeit wurde sie als Kreisbahn unter dem Namen Kalisko-Turecka Kolej Powiatowa als gemeinsames Eigentum der Kreise Kalisz und Turek betrieben.
Im Jahr 1939 kam die Bahn unter deutsche Verwaltung. Die Zeit des Zweiten Weltkriegs überstand sie trotz intensiver Nutzung unbeschadet, so dass der reguläre Verkehr unmittelbar nach der bedingungslosen Kapitulation der Wehrmacht im Jahr 1945 wieder aufgenommen werden konnte.
1949 wurde die Bahn zwangsweise von den Polnischen Staatsbahnen PKP übernommen, die die Verwaltung der Kaliską Koleją Wąskotorową, die später in  Kaliską Kolej Dojazdową umbenannt wurde, zunächst der Direktion in Łódź und dann der Direktion in Posen übertrug. Zu dieser Zeit führte die Bahn als erste in Polen Rollwagen für den Transport normalspuriger Güterwagen auf der Schmalspurbahn ein, wodurch das mühsame manuelle Umladen von Normalspur- auf Schmalspurwagen entfiel.
In den 1950er Jahren transportierte die Bahn einen Großteil der Baumaterialien für den Bau des Bergbau- und Energiekomplexes in Turek. Nach der Inbetriebnahme des Kraftwerks Adamów wurden nicht nur das zur Stabilisierung der Braunkohle-Verbrennung erforderliche Heizöl, sondern auch die Arbeiter per Bahn zum Kraftwerk transportiert. Der Fahrplan der Personenzüge wurde verdichtet, so dass in den 1960er Jahren täglich vier Zugpaare in Turek ankamen. Das Verkehrsaufkommen nahm zu, so dass die Bahn jährlich fast eine halbe Million Tonnen Fracht und hunderttausend Fahrgäste beförderte. In der Umgebung des Bahnhofs Turek wurden mehrere Anschlussgleise zu Fabriken eingerichtet.
Am 31. Juli 1991 wurde der planmäßige Personenverkehr zwischen Kalisz und Turek eingestellt, der zuletzt mit zwei Zugpaaren bewältigt wurde. Am 15. November 1993 wurde der Abschnitt zwischen Kalisz Wąskotorowy und Borków stillgelegt und im April und Mai 1994 abgebaut.
Zur Nach der Rübenkampagne im Herbst 1997 endete der Güterverkehr für die Zuckerfabrik Zbiersk. Der Güterverkehr für das Kraftwerk Adamów in der Relation Opatówek–Turek lief zunächst weiter.

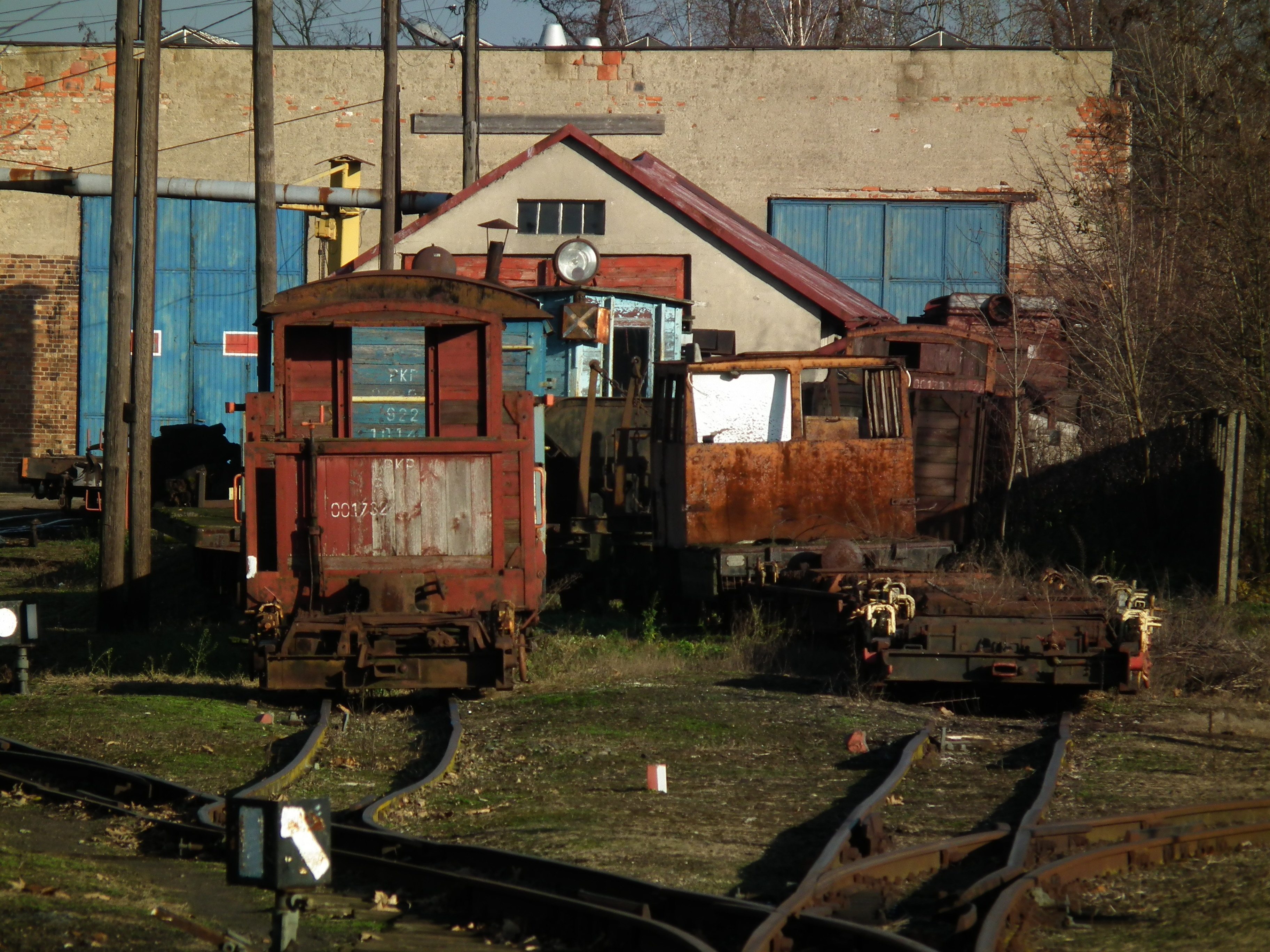
Lokomotivdepot in Zbiersk (2016)

Nachdem die Immobilienverwaltung der PKP alle Schmalspurbahnen im Herbst 2001 an die Kommunen übergeben hatte, wurde die Strecke wieder vom Kreis Kalisz übernommen (50 km Gleis und über 6 ha Land in Turek). Beauftragtes Eisenbahnverkehrsunternehmen ist seitdem die Stowarzyszenie Kolejowych Przewozów Lokalnych (SKPL)
Nach einer sechsmonatigen Unterbrechung wurde 2002 der Zugverkehr wieder aufgenommen, zunächst als touristische Attraktion und seit Juli auch für den Güterverkehr. Unter anderem wurden in den drei Quartalen des Jahres 2009 mehr als 43.600 Tonnen Güter, hauptsächlich Steine, transportiert.
Als nach der PKP-Reform von 2001 alle Schmalspurbahnen aus der PKP-Struktur ausgeschlossen wurden, beschloss der Kreis Turek, die Schmalspurbahn nicht mitzufinanzieren. Das trug zur Einstellung des Bahnbetriebs bei, so dass die letzte Fahrt nach Turek im Jahr 2006 stattfand.
Seit 2011 verkehren im Sommer auf dem Abschnitt Zbiersk–Petryki aber wieder Touristenzüge, die an einem Wochenende von 300 bis 500 Personen genutzt werden. Der Streckenabschnitt Złotniki–Opatówek befindet sich in einem schlechten technischen Zustand und ist nicht nutzbar.
Im Jahr 2015 wurde die Schmalspurbahn unentgeltlich vom Landkreis Kalisz übernommen, der beabsichtigt, die Strecke nach Opatówek wiederherzustellen, die durch das Überteeren eines Bahnübergangs über die Provinzstraße bei Florentyna unterbrochen wurde.
Im Januar 2019 wurde die Gruppe Kaliska Kolej Wąskotorowa – Wolontariat gegründet, in der sich Freiwillige zusammengeschlossen haben. Diese Gruppe organisiert Reparaturarbeiten an der Infrastruktur der Bahn. Im Jahr 2019 beförderte die Bahn 2300 Fahrgäste und im Jahr 2020 sogar 5100.

## Fahrzeugeinsatz
Anfangs wurde der Zugverkehr mit kleinen dreiachsigen Tenderlokomotiven abgewickelt, die nach 1948 durch Schlepptenderlokomotiven der PKP-Baureihe Px48 abgelöst wurden. Seit den 1970er Jahren kommen Diesellokomotiven der PKP-Baureihe Lxd2 zum Einsatz.

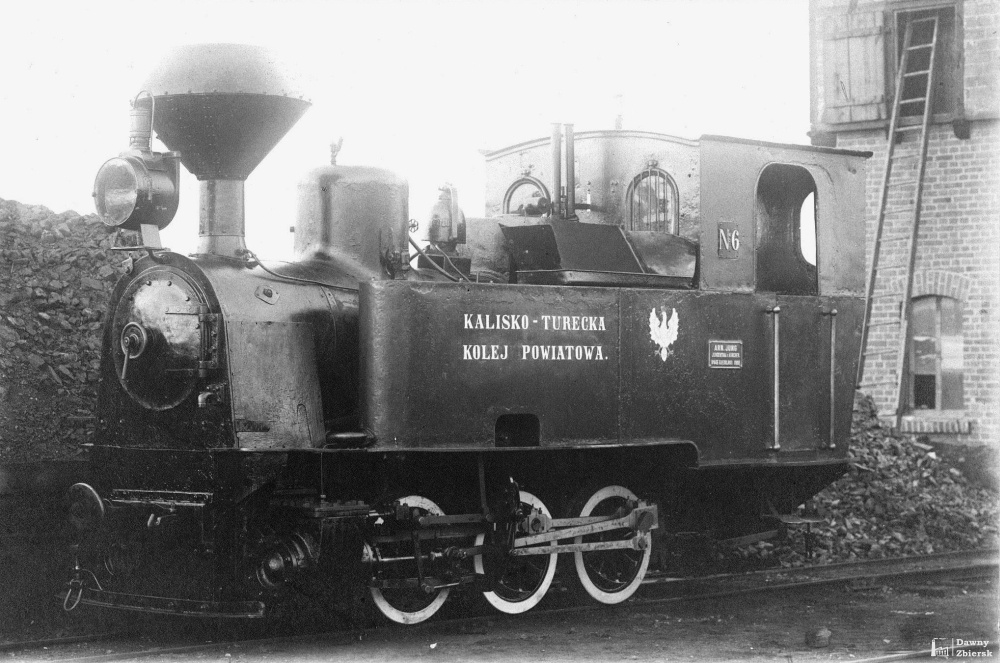
Lokomotive Nr. 6
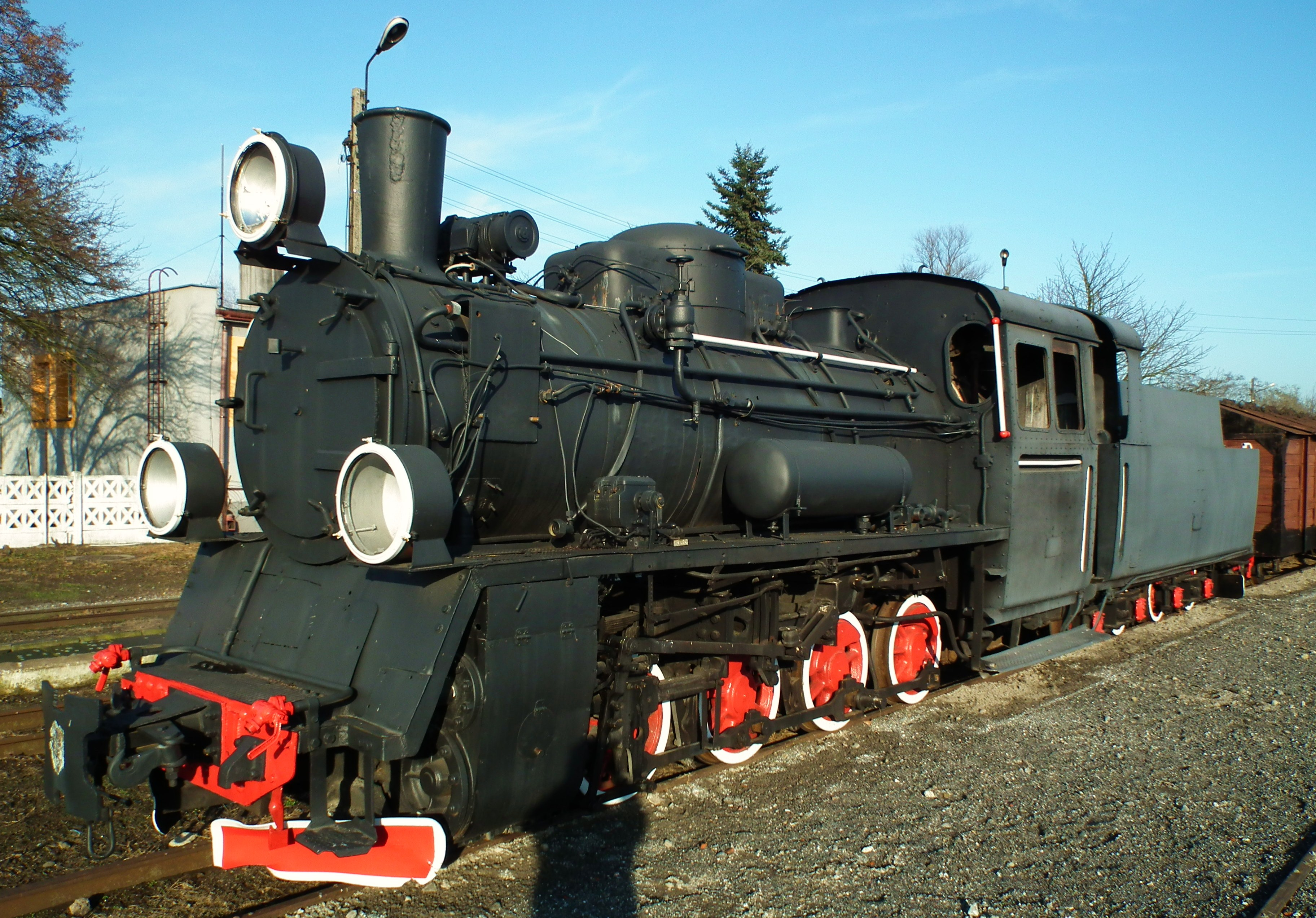
Px48 1726
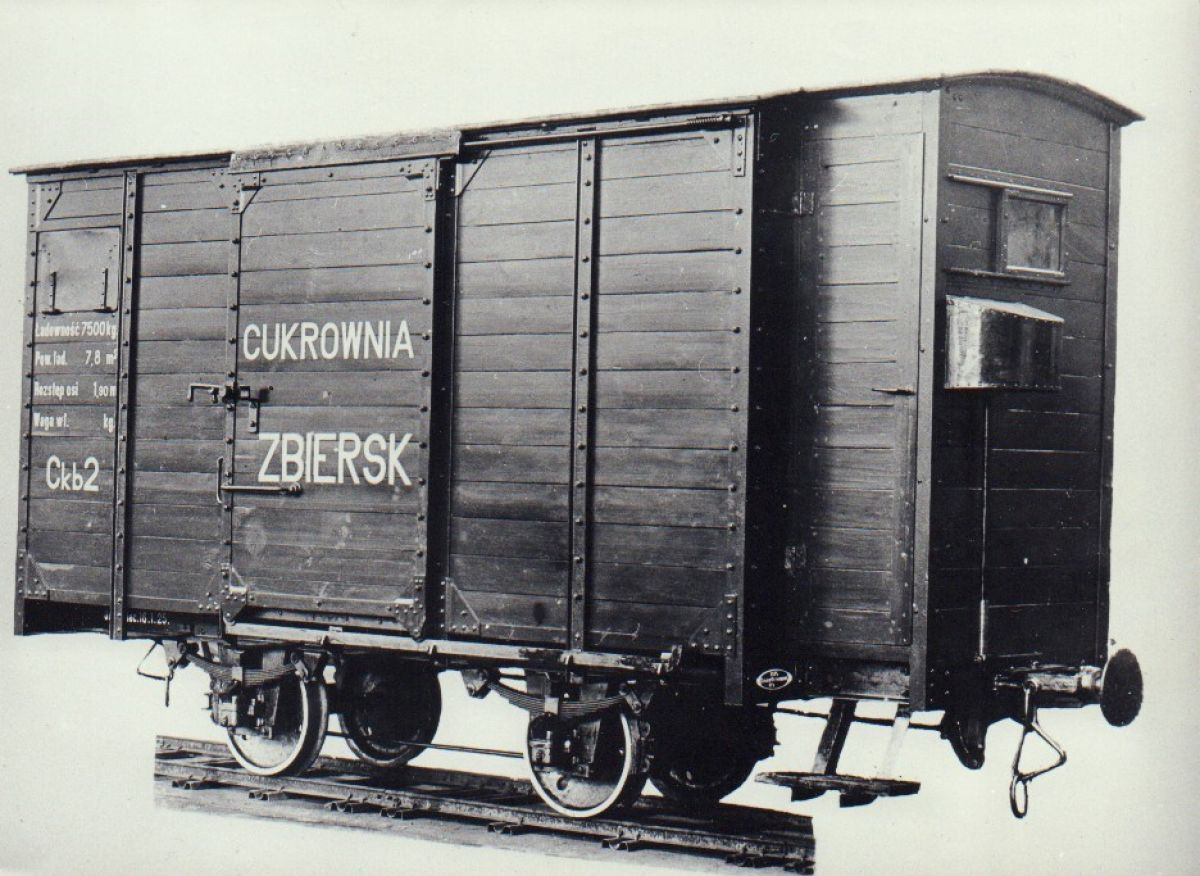
Güterwagen der Zuckerfabrik 'Cukrownia Zbiersk'